# شين تشيهو
كان سين تشيهو أو شين تشاي هو (الكورية: 신채호)؛ 8 ديسمبر 1880 - 21 فبراير 1936)، ناشط كوري من أجل الاستقلال ومؤرخ وقومي ومؤسس التأريخ القومي الكوري..:7:27:52 يحظى بتقدير كبير في كل من كوريا الشمالية:112–3  وكوريا الجنوبية.:26–7  اثنان من أعماله، قراءة جديدة للتاريخ الذي كتب عام 1908، وتاريخ جوسون المبكر الذي نُشر عام 1931، يعتبران من الأعمال الرئيسية في التأريخ القومي في كوريا الحديثة..:445 خلال منفاه في الصين، انضم شين إلى الجمعية اللاسلطوية الشرقية وكتب مقالات معادية للإمبريالية ومؤيدة للاستقلال في منافذ مختلفة. أدت أنشطتهال لاسلطوية إلى اعتقاله وموته في السجن في 21 فبراير 1936.:447:128